# Distrito electoral de New Era (condado de Furnas, Nebraska)
New Era (en inglés: New Era Precinct) es un distrito electoral ubicado en el condado de Furnas en el estado estadounidense de Nebraska. En el Censo de 2010 tenía una población de 114 habitantes y una densidad poblacional de 1,23 personas por km².

## Geografía
New Era se encuentra ubicado en las coordenadas 40°18′51″N 99°40′40″O / 40.31417, -99.67778. Según la Oficina del Censo de los Estados Unidos, New Era tiene una superficie total de 92.66 km², de la cual 92.61 km² corresponden a tierra firme y (0.05%) 0.05 km² es agua.

## Demografía
Según el censo de 2010, había 114 personas residiendo en New Era. La densidad de población era de 1,23 hab./km². De los 114 habitantes, New Era estaba compuesto por el 96.49% blancos, el 0% eran afroamericanos, el 0% eran amerindios, el 0% eran asiáticos, el 0% eran isleños del Pacífico, el 1.75% eran de otras razas y el 1.75% pertenecían a dos o más razas. Del total de la población el 1.75% eran hispanos o latinos de cualquier raza.